# What if I say goodbye
What if I say goodbye is een lied van Vince Gill dat werd geschreven door Harlan Howard. Gill bracht het voor het eerst uit op zijn album I never knew lonely (1994). Daarna bracht hij het uit op verschillende verzamelwerken, zoals Vince Gill & friends (1994), Vintage Gill (1997) en Vintage Gill/All American country (2010).
Het nummer werd enkele malen gecoverd, zoals door het duo Benny Neyman & Toni Willé (album en single, 2001) en door Ray Price (album Time, 2002).

## Neyman & Willé
Benny Neyman & Toni Willé brachten What if I say goodbye in 2001 uit op een cd-single en op hun album American duets. Van de single zijn twee versies verschenen met een verschillend lied als tweede nummer. In het ene geval is dat een instrumentale versie van het nummer en in het tweede geval is het lied Colours van de hand van Werner Theunissen. De single behaalde geen notering in de hitlijsten.